# رشاش متوسط خفيف الوزن
رشاش متوسط خفيف الوزن (بالإنجليزية: Lightweight Medium Machine Gun أو LWMMG)‏ هو سلاح ثوري لرشاش أعلى من الفئة المتوسط وأقل من الرشاشات الثقيلة ويتميز بأنه خفيف الوزن، طورته شركة جنرال داينمكس. آلية تلقيم السلاح هي التلقيم بالغاز مكبس طويل مع مغلاق مفتوح مع سبطانة تعمل بتبريد الهواء يسهل تبديلها في الميدان والتلقيم يتم من حزام رصاص.  عيار السلاح الطلقة 338 نورما ماجنوم التي تتميز بدقتها العالية جدا وقلة معدل فقد السرعة، لذلك هي أفضل الطلقات في القنص البعيد للأهداف البشرية. لكن عيبها ندرة الحصول عليها وتوفيرها، كما أنها غالية جدا. بطلقات النورما ماجنوم، يصل هذا السلاح لمدى بين 1700 -1800متر. معدل رمي السلاح 500 مقذوف في الدقيقة.